# Sony Watchman

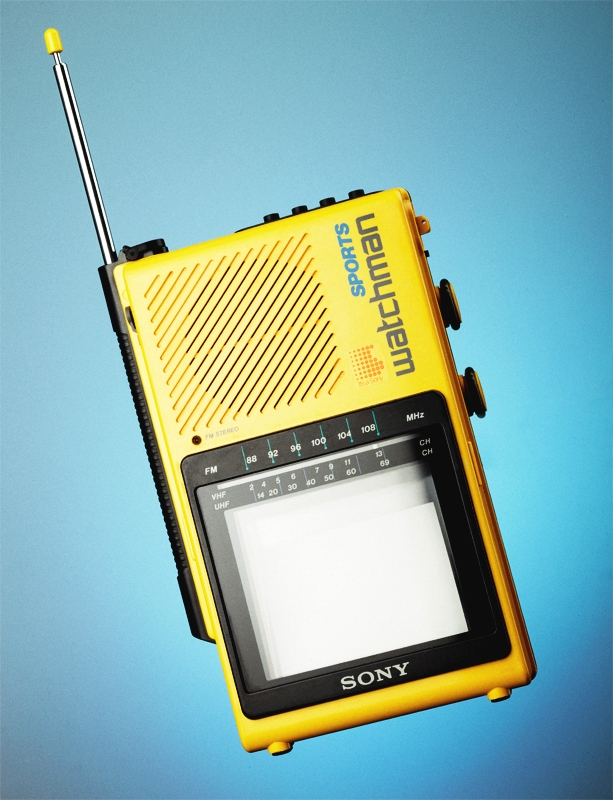
索尼 Watchman 运动版

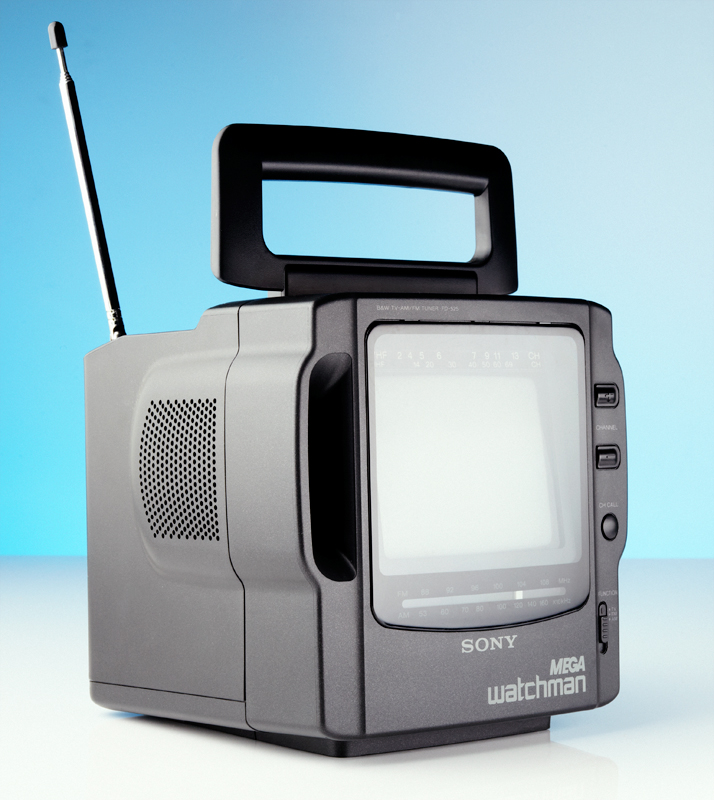
索尼 MEGA Watchman

Sony Watchman 是由索尼公司注册并生产的一系列便携式袖珍电视。该系列于1982年推出，并于2000年停产。
它的名字是 "Watch"（看电视）和 "Man"的混成，后者来自索尼的Walkman个人卡带音频播放器。在停产之前，Watchman有超过 65 个型号。随着型号的增加，显示屏尺寸增大，并增加了新的功能。
但由于电视的主流放送方式转向数字电视，大多数的索尼Watchman已经无法收到信号；它们现在需要连接数字信号转换器才能收到信号。

## FD-210
最初的型号FD-210于1982年推出，它具有黑白的5厘米阴极射线管显示器。该设备重约650克，尺寸为87 x 198 x 33 毫米。该设备在日本的售价为54800日元。
大约两年后的1984年，该设备被引入欧洲和北美。  

## 发展史
在2000年停产之前，索尼生产了超过 65 个型号的 Watchman。在 FD-210 之后发布的后继型号，增大了显示屏的尺寸，并引入了新的功能。
1987年推出的 FD-3，拥有一个内置的数字时钟。1984年推出的 FD-30 有一个内置的AM/FM立体声收音机。而FD-40/42/44/45是最大的 Watchman 系列，它采用了4英寸阴极射线管显示屏。
FD-40 拥有一个复合A/V输入口。1986年推出的FD-45，具有防水功能。
1988/1989年推出的 FDL 330S 彩色Watchman 电视的显示器采用了LCD显示屏。1990年推出的 FDL-310 则是一款带有彩色LCD显示屏的Watchman。1990年至1994年生产的 FD-280/285 是最后一款使用黑白CRT显示屏的 Watchman。最后一个 Watchman 型号是1998年推出的 FDL-22，它的特点是符合人因工程学设计的机身，使其更容易握持，并引入了索尼的 Straptenna，使其可以使用腕带作为接收天线。

## 现况
由于主流的电视信号已切换为数字电视信号，因此大多数型号的 Sony Watchman 失去了用处，它们现在需要连接数字转换器才能正常工作。

## 流行文化
电影《雨人》中多次出现了Watchman的模型。

## 图像展示

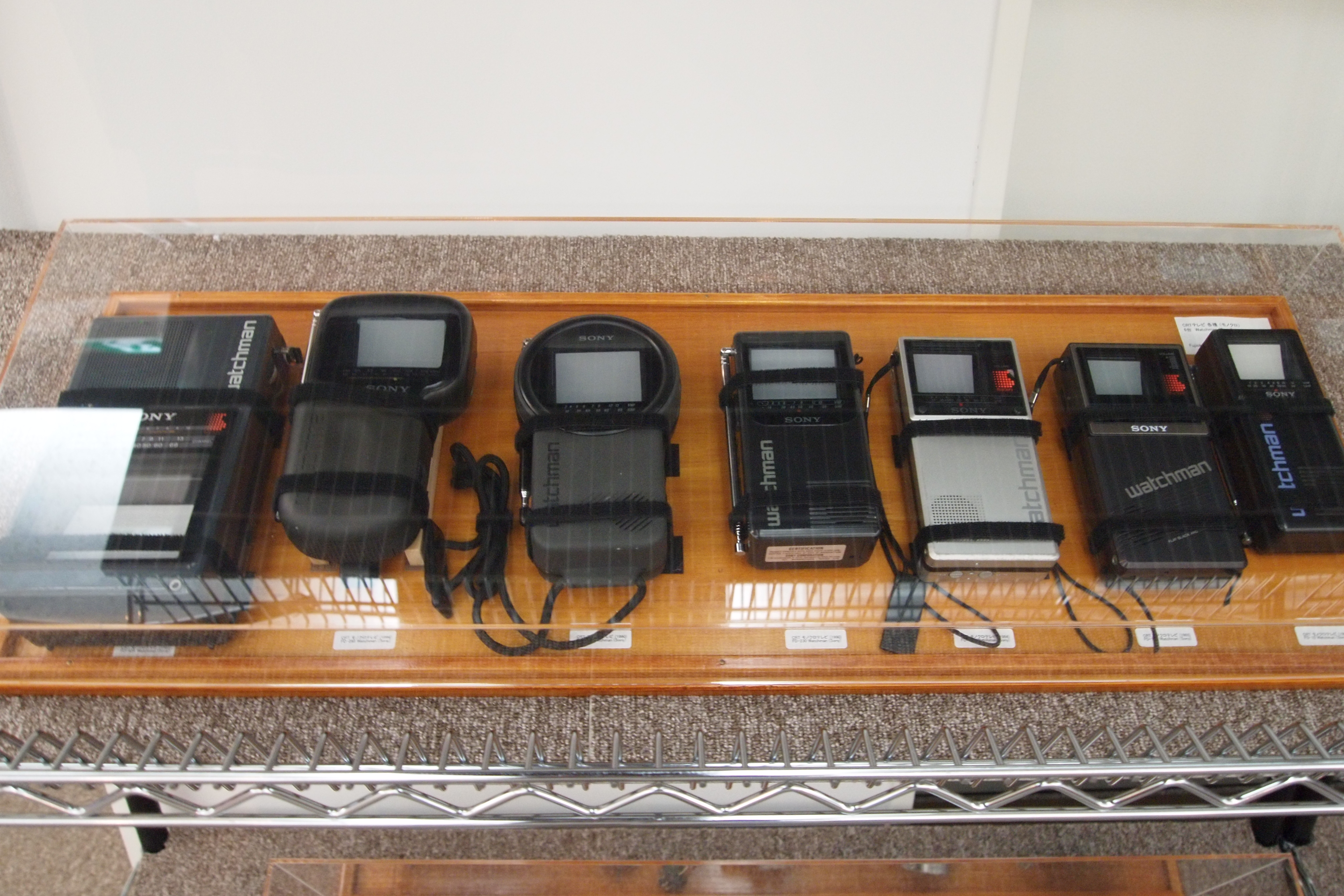
各种型号的索尼 Watchmen
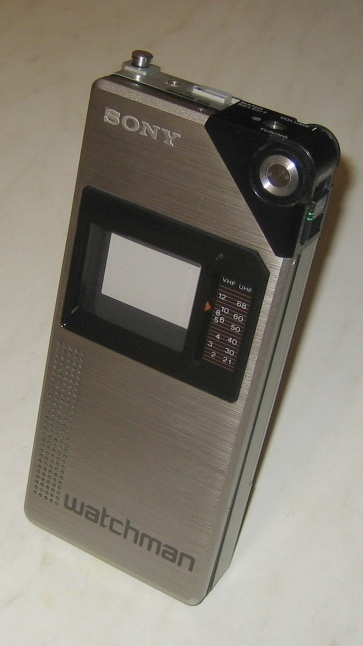
一台 索尼 FD-210 Watchman
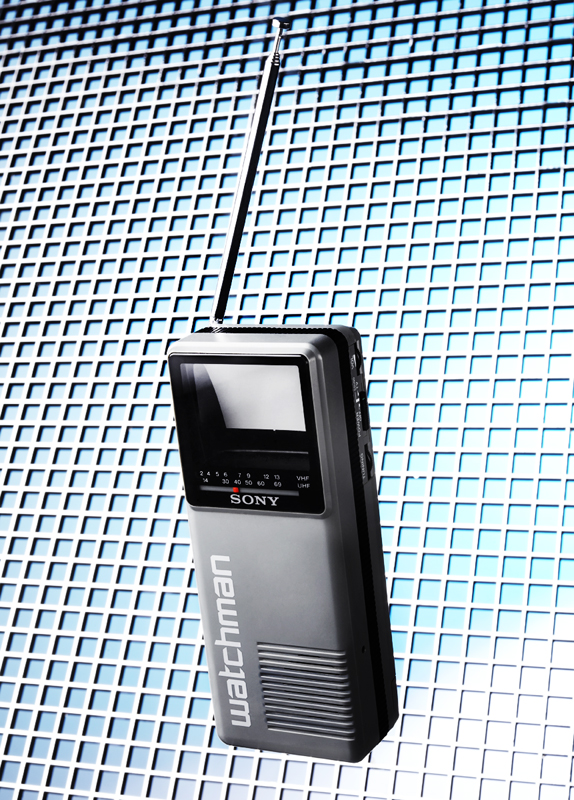
索尼 FD-10 便携式 Watchman